# Zuidtangent (Noord-Holland)
De Zuidtangent is een busbanennetwerk en de voormalige naam van een hoogwaardig openbaar vervoer-netwerk (HOV) in het zuidelijk deel van de Vervoerregio Amsterdam.
Het busbanennetwerk wordt gevormd door busbanen tussen Amsterdam-Zuidoost Amstelveen, Schiphol, Hoofddorp en Haarlem, en een aftakking naar Nieuw-Vennep.
Het lijnennet werd gevormd door twee lijnen, de lijn 300 en toenmalige 310, die met eigen materieel over dit netwerk van busbanen reden. Als merk van lijnen is Zuidtangent opgegaan in R-net.

## Geschiedenis
Al sinds de 1986 was er een doorgaande buslijn van Haarlem, via Heemstede, Hoofddorp, Schiphol, Amstelveen, Amsterdam Zuidoost, naar Weesp. Eind jaren '80 bleek de groei van luchthaven Schiphol een bedreiging voor haar bereikbaarheid. McKinsey adviseerde in 1990, op verzoek van de toenmalige streekvervoerders Centraal Nederland, NZH en ENHABO, NS en GVB om te stoppen met wegenaanleg rond Schiphol, en het vrijkomende geld in voorzieningen en exploitatie van het Openbaar Vervoer te steken. De naam Zuidtangent werd al genoemd, er werd overwogen om hier een spoorverbinding van te maken en de verbinding zou doorlopen tot IJmuiden en IJburg. In 1997 keurde de gemeenteraad van Haarlemmermeer het tracé goed, ook al was dat ƒ23 miljoen duurder dan het oorspronkelijke tracé.

## Busbanen

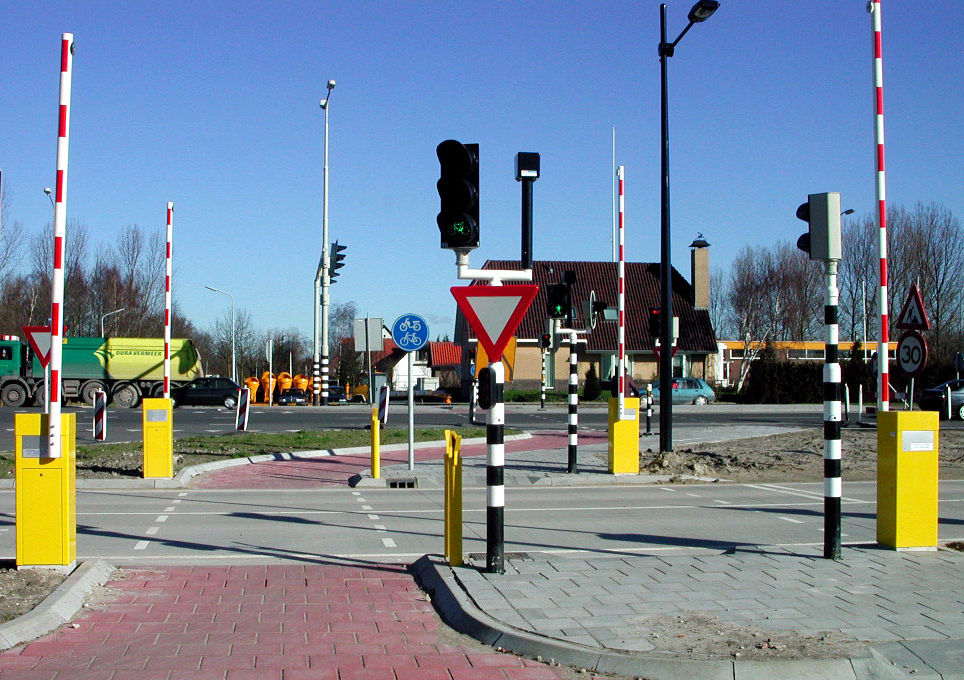
Een met slagbomen beveiligde kruising bij de N201.

Het kernnet wordt gevormd door 2 buscorridors, waar grotendeels op vrijliggende en soms zelfs ongelijkvloerse busbanen gereden wordt, maar op delen van het traject  rijdt de bus met het verkeer mee of op eigen busstroken.
Deze trajecten zijn vormgegeven volgens de principes van HOV, met zo mogelijk vrijliggende busbanen, slechts één bushalte per dorp, wijk of bedrijventerrein, om zo een hoge gemiddelde snelheid te kunnen halen. Op de busbaan krijgen de bussen van deze lijnen voorrang met behulp van Korteafstandsradio (KAR). Enkele gelijkvloerse kruisingen in Hoofddorp zijn beveiligd met slagbomen. De afweging in het verleden tussen uitvoering als tram of busbaan heeft ertoe geleid dat de voormalige Zuidtangent als busbaan is uitgevoerd, met de mogelijkheid op een later tijdstip te "vertrammen". De busbaan is geconstrueerd van beton, zodat het mogelijk is om later tramrails in de baan te frezen.

### Kerntraject
De hoofdas loopt van Amsterdam-Zuidoost, via Ouderkerk aan de Amstel, Amstelveen, Luchthaven Schiphol, Hoofddorp, Vijfhuizen naar Haarlem. Vanaf Knooppunt Schiphol-Noord tot aan de Buitenrustbrug in Haarlem (met uitzondering van een kort gedeelte rond Schiphol) bestaat dit uit een geheel vrijliggende busbaan van zo'n 24 km, destijds de langste vrijliggende busbaan van de wereld. Tussen De Hoek en Schiphol voert de busbaan door een hiervoor speciaal gebouwde bustunnel, de Abdijtunnel, evenwijdig aan de Schipholspoortunnel, en een Aquaduct onder de Ringvaart van de Haarlemmermeerpolder, het Floriaduct. Dit gedeelte wordt vanaf de start door lijn 300 bereden en werd geopend op 13 januari 2002.
Ook in Amsterdam-Zuidoost wordt vanaf station Bijlmer ArenA tot aan het viaduct over de A2 op vrije busbanen gereden, op de rest van het traject (tussen de A2, via Amstelveen Busstation naar Schiphol Noord en in Haarlem) wordt met het verkeer meegereden, deels op busstroken.
De totale projectkosten van het Kerntraject Zuidtangent, een vrije busbaan tussen Schiphol-Noord en Haarlem-Schalkwijk, bedroegen € 231,6 miljoen (excl. btw).

### Zuidtak
In 2008 is een tak aangelegd van Hoofddorp (tussen Graan voor Visch en Toolenburg Noord) naar de Nieuw-Vennepse wijk Getsewoud. Deze busbaan is op 21 juli 2008 geopend en werd vanaf de opening door lijn 310 (tegenwoordig 397) bereden.

### Uithoorn
Tussen Uithoorn, Aalsmeer en Hoofddorp ligt een deels vrijliggende busbaan, die op het grondgebied van Uithoorn de straatnaam Zuidtangent heeft. Dit gedeelte is echter nooit door bussen van het merk Zuidtangent bereden. Het eerste deel van deze busbaan (in Uithoorn) ligt op het tracé van de Spoorlijn Aalsmeer - Nieuwersluis-Loenen, onderdeel van de voormalige Haarlemmermeerspoorlijnen en opende 21 augustus 2011. Op 15 december 2013 opende de busbaan tussen Hoofddorp (tussen De Hoek en Beukenhorst), Schiphol Logistics Park en Aalsmeer (ter hoogte van de Fokkerweg). Op 12 december 2021 opende het laatste deel van deze busbaan (tussen Aalsmeer Fokkerweg en Zwarteweg, via het tracé van de voormalige N201).
Ten oosten van Uithoorn Busstation loopt deze busbaan nog verder over het tracé van de spoorlijn, met een busbaan tot aan Uithoorn Centrum, vervolgens via de oude spoorbrug over de Amstel naar Amstelhoek. Vervolgens ligt er (in de richting Uithoorn) nog een vrijliggende busbaan tot het begin van Mijdrecht, richting Mijdrecht rijdt de bus met het verkeer mee.

### Aankleding
De bushaltes rond het traject (waar niet deel van een groter busstation) waren van een uniek ontwerp. De perrons zijn rolstoeltoegankelijk, op verhoogde haltes (35 cm, hoger dan een standaard verhoogde bushalte van 18 cm) waardoor een gelijkvloerse instap mogelijk is. De perrons op viaducten hebben vaak een lift. De abri's waren oorspronkelijk van een uniek ontwerp, met glasplaten aan de achterwand waarin in grote letters de naam van de halte, en een organisch gegolfd, gekleurd, glazen dak. Dit bleek niet bestand tegen de wind, het dak werd eerst met spanbanden vastgehouden en later verwijderd. De meeste haltes waren voorzien van een dynamisch reizigersinformatiesysteem, destijds vrij ongebruikelijk.
Later werden de haltes uitgevoerd in kubistischer ontwerp, wat de basis vormde van de stijl van R-net-haltes.

## Buslijnen
Het lijnnetwerk van Zuidtangent bestond oorspronkelijk (sinds 13 januari 2002) uit lijn 300, vanaf station Haarlem via Hoofddorp, Schiphol en Amstelveen naar station Amsterdam Bijlmer ArenA. Deze lijn was een gedeeltelijke vervanger van de lijn 174, die verder reed naar Weesp. Deze lijn reed in de spits 8x per uur, in het dal en op zaterdag 6x per uur en 's avonds en op zondag 4x per uur. Voor deze lijn werden 18 meter lange Van Hool New AG300's besteld, die in een rode-grijze uitvoering werden geleverd. De stoelen hadden een grijze bekleding met zwaluwmotief, het logo van de Zuidtangent.
In 9 december 2007 werd een nieuwe lijn 310 van P+R Getsewoud-Zuid in Nieuw-Vennep via Hoofddorp, Schiphol naar station Amsterdam Zuid geopend. Per 10 december 2017 is lijn 310 gecombineerd met lijn 197 tot lijn 397 rijdt vanaf P+R Getsewoud-Zuid in Nieuw-Vennep via Hoofddorp, Schiphol en het Museumplein naar busstation Elandsgracht.
De lijnen van Zuidtangent werden geëxploiteerd door Connexxion.
Per 11 december 2011 is het merk Zuidtangent vervallen en is het opgegaan in het R-net, een merk voor snelle verbindende buslijnen in de randstad.

### Route

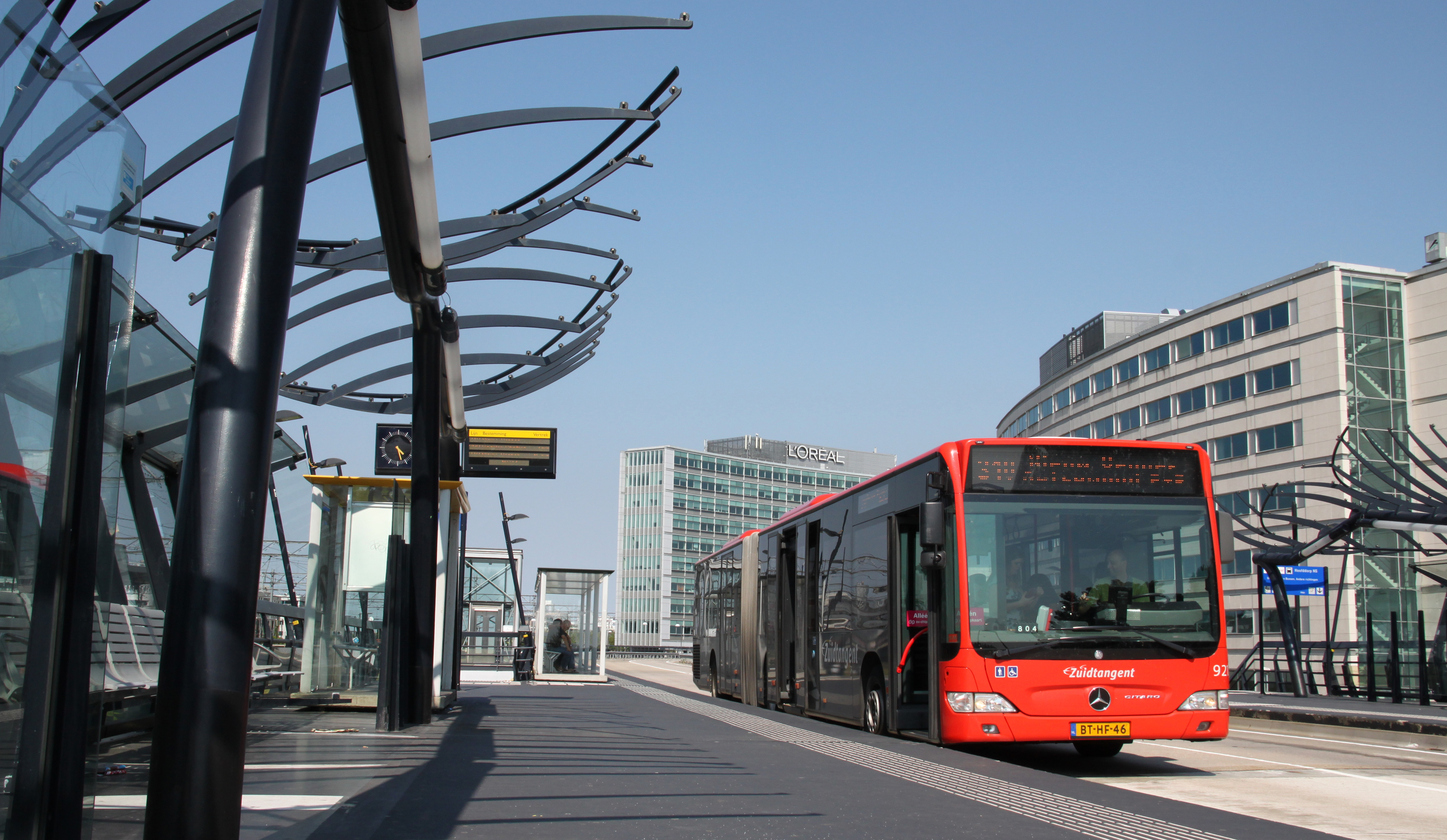
Een bus op de Zuidtangent te station Hoofddorp.

Lijn 300 rijdt de route: Amsterdam Bijlmer ArenA – Amstelveen Busstation – Schiphol Airport – Station Hoofddorp – Station Haarlem. ’s Ochtends vroeg start één rit bij Gaasperplas.
De lijn is veertig kilometer lang en maakt tussen Schiphol-Noord en Haarlem-Schalkwijk gebruik van een 25 kilometer lange vrije busbaan.
Lijn 310 reed van Getsewoud P+R, via De Hoek (Hoofddorp), Schiphol Airport, Schiphol Noord naar Amsterdam Zuid. In 2017 werd deze lijn samengevoegd met de  Schiphol Airport Express (lijn 197) tot R-net lijn 397. Deze rijdt vanaf Schiphol Noord over een busbaan langs de Oude Haagseweg, A4 en Amstelveenseweg via het Olympisch Stadion en het Museumplein naar het Leidseplein.

#### Lijn N30
’s Nachts rijdt er tussen Bijlmer ArenA en Haarlem een nachtbus; lijn N30. Deze rijdt alle dagen, 1x per uur en bijna dezelfde route als lijn 300; in Amstelveen werd ook tussen 2011 en 2017 echter via de Oranjebaan gereden. Op 10 december 2017 werd de frequentie van één naar twee keer per uur verhoogd en werd de lijn één keer per uur vanuit Haarlem doorgetrokken naar IJmuiden. Voor deze lijn geldt echter een afwijkend tarief.

### Geschiedenis
Lijn 300, die het kerntraject vormt, is de opvolger van buslijn 174, die in grote lijnen dezelfde route reed.
Bij de komst van lijn 300 op 13 januari 2002 verdwenen er enkele spits- en shuttlelijnen.
Ten tijde van de Floriade in 2002 waren er extra haltes bij ingang Noord en ingang Zuid van de Floriade. Nu wordt Ingang Noord af en toe nog gebruikt tijdens een kermis op het parkeerterrein daar of bij evenementen onder het voormalige zonnedak van de Floriade, tot mei 2022 bekend onder de naam Expo Haarlemmermeer en sinds juni 2022 EXPO Greater Amsterdam.
Voor de opening van het busstation Bijlmer ArenA in december 2006 begon de Zuidtangent op de Foppingadreef. Er was toen nog een extra halte ter hoogte van het Atlasgebouw. Deze halte is officieel niet meer in gebruik, maar werd na de jaarwisseling 2007/2008 veranderd.
Sinds 9 december 2007 rijdt de nieuwe lijn 310 over de Noordtak en het eerste deel van de Zuidtak. Tussen Schiphol-Noord en Graan voor Visch volgt deze lijn dezelfde route als lijn 300.
Sinds 21 juli 2008 rijdt lijn 310 op de speciaal aangelegde busbaan tussen Hoofddorp en Nieuw-Vennep.
Gedurende de zomerdienst 2009 had lijn 300 een extra halte in Amstelveen bij "Gas en water" om een goede overstap te bieden op pendelbuslijn 55 die reed ter vervanging van de tijdelijke opgeheven sneltramlijn 51.
Bij ingang van de nieuwe dienstregeling 2011 op 12 december 2010 is een nieuwe route door Amstelveen in gebruik genomen: via de Ouderkerkerlaan, met een halte bij het nieuwe hoofdkantoor van KPMG (Langerhuize). Sinds eind 2008, na voltooiing van het KPMG-gebouw en openstelling van de nieuwe weg, is er gewerkt aan deze routewijziging van lijn 300. De overstap op de toenmalige metro/sneltramlijn 51 werd verplaatst van de Oranjebaan, naar een nieuwe halte Ouderkerkerlaan terwijl de overstap op tramlijn 5 verviel.
De vroegere route door het centrum van Amstelveen liep over de openbare weg, waardoor de dienstregeling niet betrouwbaar genoeg was. De bus reed namelijk over de Van Heuven Goedhartlaan naar halte Oranjebaan van de toenmalige metro/sneltramlijn 51. Op het nieuwe tracé werden bij de verbreding van de Ouderkerkerlaan/Groenelaan van twee naar zes rijstroken twee stroken gereserveerd voor R-net lijn 300. De rijstroken voor R-net lijn 300 zijn gelegd op een laag gewapend beton, zodat er later eventueel rails in de weg kunnen worden gefreesd.
Op 10 december 2017 werd de oude route via de Oranjebaan weer hersteld.
Op diezelfde datum werd lijn 310 samengevoegd met lijn 197 tot een nieuwe R-netlijn 397.

#### Frequentie
Op weekdagen reed lijn 300 de bus van circa vijf uur 's morgens tot één uur 's nachts in beide richtingen overdag tien keer per uur en later op de avond zes keer per uur. In het weekend werd er zes keer per uur gereden. In de schoolvakantie in de zomer wordt sinds 2011 een beperktere dienst gereden.
Lijn 397 reed op weekdagen van circa vijf uur 's morgens tot één uur 's nachts in beide richtingen acht keer per uur van Getswoud naar luchthaven Schiphol, waarna de helft van de ritten doorreed naar station Amsterdam Zuid. Op zaterdag en zondag werd er een kwartierdienst gereden waarvan de helft doorreed naar station Amsterdam Zuid.

#### Aantal reizigers
Per werkdag maken gemiddeld 28.000 reizigers gebruik van lijn 300 (2007). Daarmee vervoert de bus bijna het dubbele van de oorspronkelijk geraamde 15.000 passagiers per dag. Het drukste punt van de route ligt tussen de haltes Graan voor Visch en station Hoofddorp met 14.000 passagiers per werkdag.
Op het drukste punt van de route van lijn 397, tussen de haltes Schiphol Handelskade en Schiphol Centrum, worden op een werkdag ca. 4.500 reizigers vervoerd (2009).

### Materieel
| Afbeelding exterieur | Afbeelding interieur | Type                       | Series      | Aantal | Inzet       | Opmerkingen |
| -------------------- | -------------------- | -------------------------- | ----------- | ------ | ----------- | --- |
|                      |                      | Van Hool newAG300          | 7841 - 7873 | 33     | 2001 - 2007 | 7841 - 7844 in kleuren van Schiphol Sternet; deze bussen werden zowel op de Zuidtangent als Schiphol Sternet ingezet. Sinds november 2007 naar GVU Utrecht (m.u.v. 7861, die in de Zuidtangent-tijd is uitgebrand). |
|                      |                      | Mercedes-Benz O530G Citaro | 9182 - 9227 | 45     | 2007 - 2017 | Operationeel sinds 4 november 2007. Deze bussen hebben een rolluik voor het afsluiten van het achterste busdeel en zijn OV-chipkaart-gereed. De 9226 en 9227 hebben zo'n jaar bij Maxx Almere gereden. Per 10 december 2017 zijn deze bussen vervangen. Een deel van deze serie heeft nog gereden op Schiphol en andere R-netlijnen tot de indiensttreding van de nieuwe elektrische vloot. |

Na het Zuidtangenttijdperk zijn er nog Solaris Urbino 18 (geleed),  Mercedes-Benz CapaCity L, VDL Citea SLFA-180e en Ebusco 2.2 18 m ingezet op het kerntraject van lijn 300 en 397. Per 3 april reden de laatste Citaro's die nog Zuidtangent-zwaluwmotief in de bekleding hadden, al zijn daarna nog enkele bussen als reserve aanwezig.
Bij aanvang van de exploitatie van de Zuidtangent in 2002 reden hier bussen van het type Van Hool AG300. In december 2007 ging de nieuwe 8-jarige concessie Amstelland-Meerlanden in, waar de voormalige Zuidtangent onder valt, deze bleef in handen van Connexxion. Onderdeel van de nieuwe concessie was de inzet van nieuwe bussen. Op de Zuidtangent reden sinds 4 november 2007 nieuwe bussen van het type Mercedes-Benz Citaro. De toen nog relatief jonge Van Hool-bussen gingen over naar het Utrechtse dochterbedrijf GVU waar ze tot december 2013 reden. In december 2017 kwam voor de derde keer nieuw materieel, Mercedes-Benz CapaCity's van 21 meter lang, al vanaf het begin in R-net-huisstijl. Vanaf het voorjaar van 2022 wordt de lijn 300 vrijwel geheel elektrisch gereden, met 18 m lange elektrische Ebusco 2.2's.

## Toekomstplannen

### Nieuw OV Knooppunt
In 2024 heeft gemeente Haarlem, samen met de Provincie besloten om een nieuw OV Knooppunt te gaan ontwikkelen in het zuiden van Haarlem om de binnenstad te ontlasten van de hoge intensie van de bussen. Als dit Knooppunt af is zal zeer waarschijnlijk de 300 dit OV Knooppunt gebruiken als eindhalte in plaats van Haarlem Station. Van daaruit zullen er ook bussen naar het station rijden.

### Tunnel in Haarlem
In de Haarlemse gemeenteraad en in de stad vond in de periode 2006-2009 discussie plaats over de mogelijkheid tot het boren van een tunnel onder de Haarlemse binnenstad die de Zuidtangent (en andere regio-bussen) binnen de oude stad aanzienlijk zou moeten versnellen (de zgn. 'lange tunnel'). Deze bus- of eventueel tramtunnel zou lopen van Schalkwijk via het centrum naar station Haarlem en eventueel door naar Haarlem Noord. Dit plan stuitte op veel verzet, onder meer wegens de geraamde aanlegkosten van 800 miljoen euro en de problemen in Amsterdam met de te boren metrotunnel voor de Noord/Zuidlijn. De haalbaarheid van de tunnel is onderzocht in de Tunnelstudie Zuidtangent Haarlem. Begin 2008 heeft de politiek in Haarlem ingestemd met de eerste uitkomsten van de haalbaarheidsstudie. De vervolgfase is gestart in april 2008 en liep tot begin 2009. Bij de gemeenteraadsverkiezingen van 2010 was echter geen enkele partij meer voorstander van een lange tunnel. Over een minder verregaand tunnelplan, een 'korte tunnel' onder het Spaarne ter hoogte van de Turfmarkt, heeft nog geen besluitvorming plaatsgevonden.

### Vertramming
Het is nog niet duidelijk of de voormalige Zuidtangent in de nabije toekomst uitgevoerd zal worden als tram. Het tracé (bochten, fundering) is daar wel op voorbereid. De provincie Noord-Holland liet in de herfst van 2010 een rapport opstellen: Toekomstperspectief Zuidtangent, met plannen voor het vertrammen van (gedeelten van) Zuidtangentlijn 300, inclusief de toekomstige doortrekkingen naar IJmuiden en IJburg. Kort daarna werd het tramplan wegens de hoge kosten tot 2030 op de lange baan geschoven. De provincie overweegt inzet van dubbelgelede bussen op lijn 300.

### Zuidtangent-Oost
Volgens de oorspronkelijke plannen uit de jaren negentig had lijn 300 moeten lopen van IJmuiden naar Amsterdam IJburg (ca. 60 km).
De mogelijkheid van uitbreiding naar IJburg wordt onderzocht door de gemeente Amsterdam. Volgens een in 2006 door de Stadsregio Amsterdam opgestelde voorkeursvariant zal de lijn vanaf station Bijlmer ArenA doorgetrokken worden langs metrostation Bullewijk, het Bijlmerpark, metrostation Kraaiennest en de A9, om via een aan te leggen brug over het Amsterdam-Rijnkanaal op IJburg uit te komen. Daar zou de lijn de wijk binnenkomen op het Centrumeiland via de Oostelijke Ontsluiting IJburg. Deze ontwikkelingen zijn wel afhankelijk van de voortgang van de ontwikkeling van de tweede fase van IJburg.

### IJmuiden – Haarlem
De uitbreiding naar IJmuiden (strand) werd aan het begin van de 21ste eeuw op de lange baan geschoven na protesten uit o.a. Velserbroek en Haarlem-Noord. De gemeente Velsen stelde in 2008 onder de naam HOV Velsen een nieuw tracé vast voor een hoogwaardige busroute IJmuiden – Haarlem Noord. Deze route loopt van IJmuiden Strand via het havengebied, IJmuiden Zeewijk, IJmuiden Centrum, Driehuis en Santpoort Noord naar het Delftplein in Haarlem. Tussen IJmuiden Centrum en Santpoort loopt de baan over het traject van de opgeheven spoorlijn Haarlem – IJmuiden. Op 5 oktober 2010 ondertekenden de provincie Noord-Holland en de gemeente Velsen een samenwerkingsovereenkomst waarin de afspraken staan voor de uitvoering en financiering van dit tracé van HOV Velsen. In het voorjaar van 2011 is begonnen met de aanleg van het tracé. De provincie draagt het grootste gedeelte van de aanlegkosten van 70 miljoen euro. In 2017 werd deze busbaan in gebruik genomen door de R-netbussen. Enkele belangengroepen in de gemeente Velsen hebben in januari 2011 een alternatief uitgewerkt voor dit HOV-tracé, dat zij zien als geldverspilling en een bedreiging voor de verkeersveiligheid. In dit alternatief zou de bus rijden door de dorpskern van Driehuis, in plaats van over de oude spoorbaan.
Over de route van de voormalige Zuidtangent door Haarlem-Noord werd gedurende de raadsperiode 2010-2014 besloten. Bewoners van Haarlem-Noord waren ongerust over de gevolgen van een vrije busbaan voor de Zuidtangent. Een alternatief voor de route door Haarlem-Noord was een traject door bedrijventerrein Waarderpolder, waarna de bus via station Haarlem Spaarnwoude naar Haarlem Schalkwijk zou rijden, buiten het centrum van Haarlem om. Uit onderzoek bleek dat deze route te weinig reizigers zou aantrekken. Besloten is de busbaan door Haarlem-Noord weliswaar over de Rijksstraatweg te laten lopen, maar ook autoverkeer toe te staan.

### Verbinding met de Bollenstreek
Er bestaan plannen tot doortrekken van lijn 397 van Nieuw-Vennep naar de Bollenstreek, via Lisserbroek naar het Zuid-Hollandse Lisse en eventueel verder via het in 2011 geopende station Sassenheim en station Voorhout naar Noordwijk. Deze plannen sluiten aan bij het OV-project HOV-net Zuid-Holland Noord dat de provincie Zuid-Holland wil uitvoeren in de periode 2013-2019.